# 向承强
向承强（1970年4月—），苗族，贵州省正安县人，中华人民共和国政治人物。

## 生平
1970年4月，向承强出生在贵州省正安县。
1991年9月，向承强成为正安县中观镇人民政府办公室秘书、团干部。
1993年6月，向承强调到道真仡佬族苗族自治县的河口乡，出任乡人民政府办公室秘书、办公室副主任、梅江办事处副主任、办事处党委书记。1995年8月调任中共道真仡佬族苗族自治县委组织部秘书科科长。1996年9月调任中共玉溪镇党委副书记。1997年11月转任中共桃源乡党委副书记，1998年3月兼任乡长，同年11月升任党委书记。
2000年11月，向承强调任共青团遵义市委副书记、党组成员。2003年1月，向承强调任凤冈县人民政府副县长，2006年9月成为县委常委。
2010年12月，向承强调回道真仡佬族苗族自治县，出任县委副书记，2011年1月兼任县长。
2015年10月，向承强升任中共习水县委书记、贵州习水经济开发区党工委书记。
2021年9月，向承强成为中共遵义市委常委、常务副市长。
2023年11月，向承强调任中共黔南布依族苗族自治州委副书记、州人民政府党组书记、副州长、代理州长，2024年2月正式出任州长。

### 落马
2025年8月1日，向承强涉嫌严重违纪违法，接受贵州省纪委监委纪律审查和监察调查。